# Płyta stereofoniczna
Płyta stereofoniczna – album studyjny polskiego aktora Cezarego Pazury wydany w 1999 roku przez wydawnictwo Zic Zac i BMG Poland. Album składa się z 22 piosenek.

## Lista utworów
Źródło.
1. „Stacja Pazury” – 0:25
2. „Przystojny Jestem” (muz. Jacek Kochan, sł. Rafał Bryndal) – 3:17
3. „Co Robisz?” – 0:17
4. „Lepszy” (muz. Jacek Kochan, sł. Rafał Bryndal) – 3:07
5. „Co Ty Wiesz O Śpiewaniu” – 0:15
6. „Był Pochmurny Dzień” (muz. Jacek Kochan, sł. Rafał Bryndal) – 3:04
7. „Weź Ty Się...” – 0:15
8. „Mam Chorą Wyobraźnię” (muz. Jacek Kochan, sł. Rafał Bryndal) – 4:49
9. „Kiedy Wyjechałaś Stąd” (muz. Jacek Kochan, sł. Piotr Bukartyk) – 2:30
10. „Winetó I Old Ciurehand” – 0:49
11. „Dochody Mam” (muz. Jacek Kochan, sł. Szymon Majewski) – 2:33
12. „Tango Mocna Rzecz (Remix)” (muz. Jacek Kochan, sł. Szymon Majewski) – 2:28
13. „Zoo Supermarket” – 0:51
14. „Cza – Cza Kumana” (muz. Jacek Kochan, sł. Szymon Majewski) – 3:07
15. „B.L. Poleca” – 0:08
16. „Opowieści Z Ogrodu Zoologicznego” (muz. Jacek Kochan, sł. Rafał Bryndal) – 3:37
17. „Nieudany Wywiad Bryndala” – 0:15
18. „Dochody Mam (Remix)” (muz. Jacek Kochan, sł. Szymon Majewski) – 3:14
19. „Wywiad Szymona Majewskiego” – 0:22
20. „Tango Mocna Rzecz” (muz. Jacek Kochan, sł. Szymon Majewski) – 3:11
21. „Olaf I Cezary” – 0:14
22. „Przystojny Jestem (Remix)” (muz. Jacek Kochan, sł. Rafał Bryndal) – 3:32